# Hartara
× Hartara (abreviado Hart en el comercio) es un híbrido intergenérico entre los géneros de orquídeas Broughtonia × Laelia × Sophronitis. Fue publicado en Orchid Rev. 73(866) noh: 2 (1965).